# 1217 Maximiliana
Maximiliana (asteróide 1217) é um asteróide da cintura principal, a 1,9884809 UA. Possui uma excentricidade de 0,154868 e um período orbital de 1 318,21 dias (3,61 anos).
Maximiliana tem uma velocidade orbital média de 19,4175444 km/s e uma inclinação de 5,14738º.
Esse asteróide foi descoberto em 13 de Março de 1932 por Eugène Delporte.
Seu nome é uma homenagem ao astrônomo alemão Max Wolf, descobridor de 248 asteróides.